# Scarperia
Scarperia is een voormalige gemeente in de Italiaanse provincie Florence (regio Toscane) en telde 7273 inwoners (31-12-2004). De oppervlakte bedroeg 79,4 km², de bevolkingsdichtheid was 92 inwoners per km². Op 1 januari 2014 is de gemeente Scarperia samengevoegd met de gemeente San Piero a Sieve  in de nieuwe gemeente Scarperia e San Piero.
De volgende frazioni maakten deel uit van de gemeente: Sant'Agata Mugello, Ponzalla, Marcoiano.

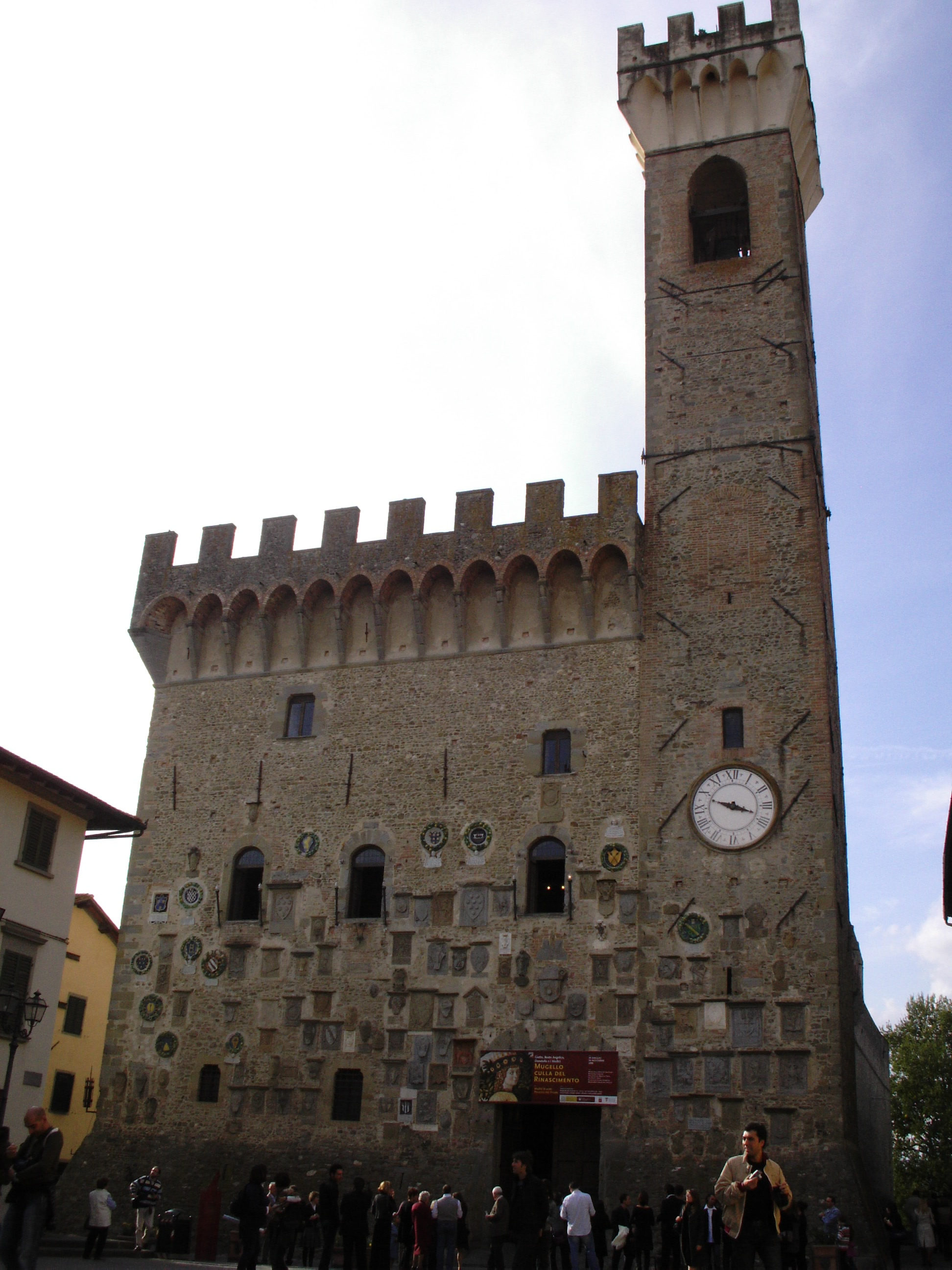
Palazzo
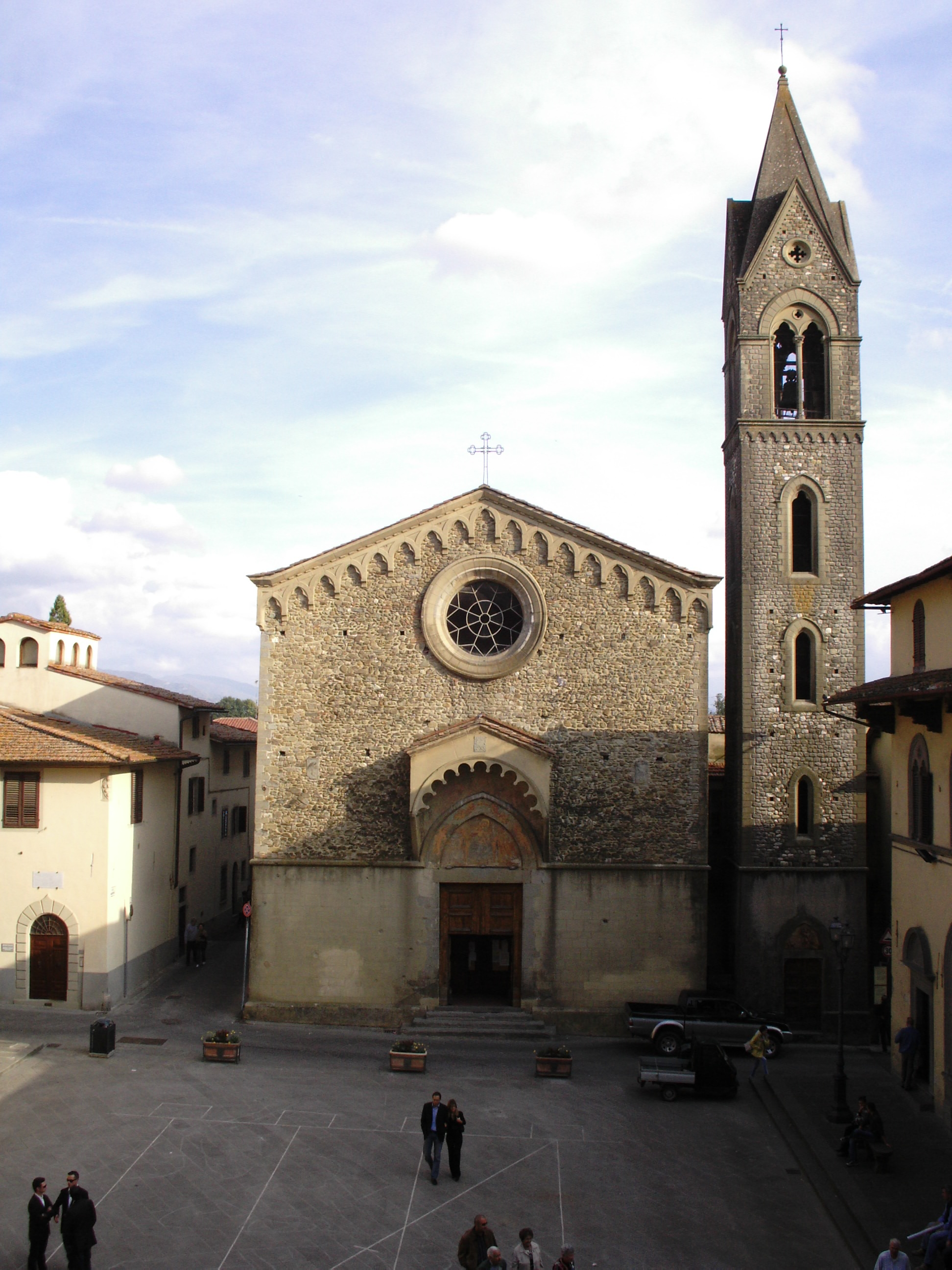
Popositura
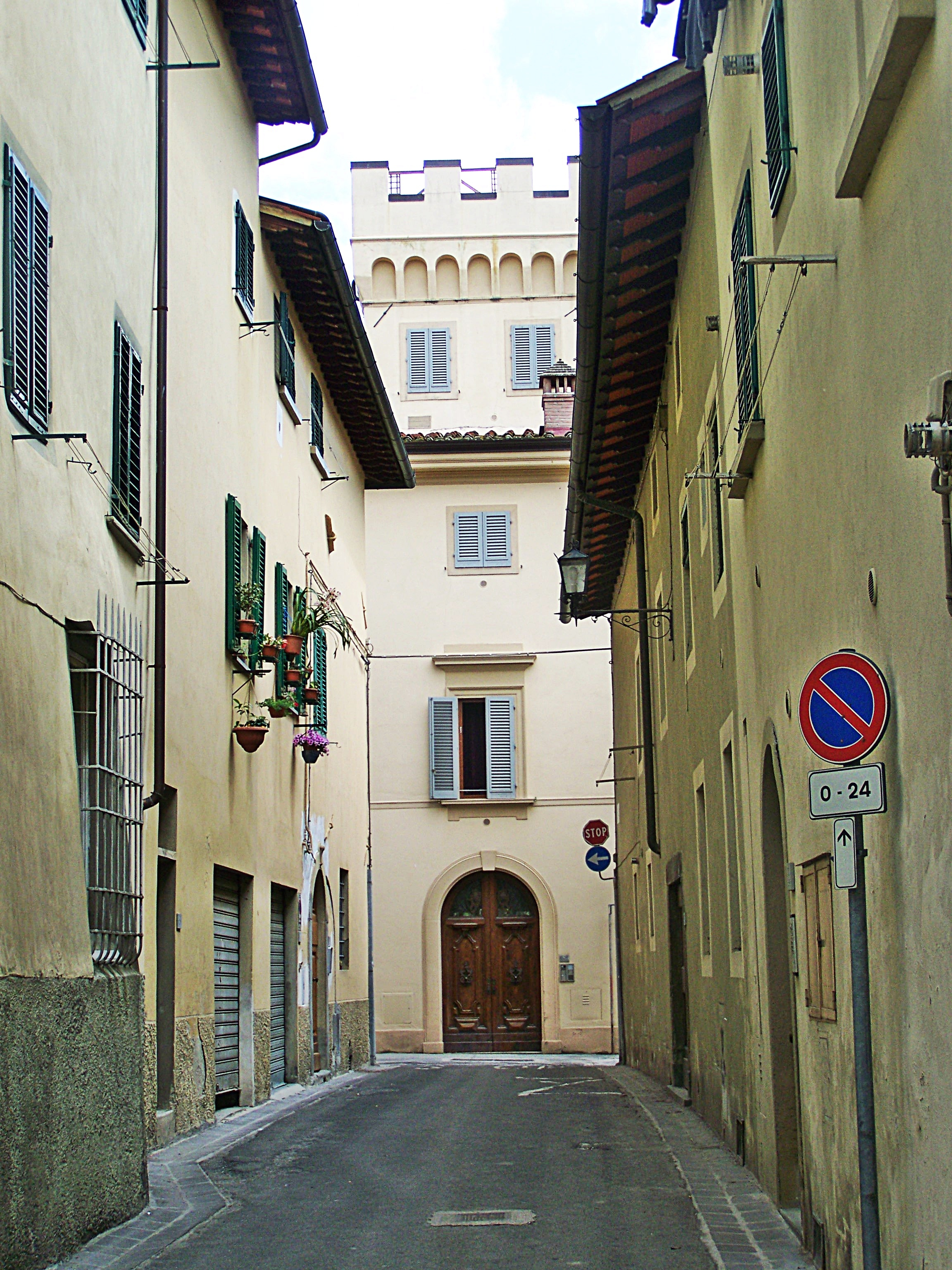
Via Magenta

## Demografie
Scarperia telde ongeveer 2809 huishoudens. Het aantal inwoners steeg in de periode 1991-2001 met 15,8% volgens cijfers uit de tienjaarlijkse volkstellingen van ISTAT.
| Jaar | Inwoneraantal |
| ---- | ------------- |
| 1991 | 5852          |
| 2001 | 6778          |
| 2012 | 7795          |

## Geografie
Scarperia ligt op ongeveer 292 m boven zeeniveau. De voormalige gemeente grensde aan de volgende gemeenten: Barberino di Mugello, Borgo San Lorenzo, Firenzuola, San Piero a Sieve.
In Scarperia ligt de UNA Poggio dei Medici Golf Club waar sinds 2010 het Toscaans Open wordt gespeeld.

## Geboren
- Mario Baroni (1927-1994), wielrenner